# Elezioni comunali in Sicilia del 2025
Le elezioni comunali in Sicilia del 2025 si sono tenute il 25 e 26 maggio.

## Riepilogo sindaci eletti
| Provincia | Comune    | Popolazione legale (censimento 2022) | Sindaco uscente | Sindaco uscente           | Sindaco eletto | Sindaco eletto          | Primo turno | Primo turno | Secondo turno | Secondo turno | Seggi   |  |
| Provincia | Comune    | Popolazione legale (censimento 2022) | Sindaco uscente | Sindaco uscente           | Sindaco eletto | Sindaco eletto          | Voti        | %           | Voti          | %             | Seggi   |  |
| --------- | --------- | ------------------------------------ | --------------- | ------------------------- | -------------- | ----------------------- | ----------- | ----------- | ------------- | ------------- | ------- |  |
| Catania   | Palagonia | 15.474                               |                 | Commissione straordinaria |                | Salvatore Astuti (Ind.) | 4.201       | 51,65       | –             | –             | 10 / 16 |  |

## Città metropolitana di Catania

### Palagonia
|                                              | Salvatore Astuti ✔️ Sindaco | 4 201 | 51,65 | Salvo Astuti Sindaco                                  | 1 866 | 23,25 | 4  |  |  |
| Senso Civico - Salvo Astuti Sindaco          | Salvatore Astuti ✔️ Sindaco | 4 201 | 51,65 | 1 342                                                 | 16,72 | 3     |    |  |  |
| Palagonia nel Cuore - Astuti Sindaco         | Salvatore Astuti ✔️ Sindaco | 4 201 | 51,65 | 1 308                                                 | 16,30 | 3     |    |  |  |
|                                              | Agnese Campisi              | 1 565 | 19,24 | Dipende da Noi - Agnese Campisi Sindaca               | 745   | 9,28  | 2  |  |  |
| Rialziamo Palagonia - Agnese Campisi Sindaca | Agnese Campisi              | 1 565 | 19,24 | 568                                                   | 7,08  | 1     |    |  |  |
|                                              | Alessandro Carmelo Gueli    | 1 247 | 15,33 | Democrazia Cristiana                                  | 1 231 | 15,34 | 2  |  |  |
|                                              | Marianna Fagone             | 651   | 8,00  | Palagonia C'È - Marianna Fagone Sindaco               | 640   | 7,97  | 1  |  |  |
|                                              | Lev Salvatore Boris Grasso  | 470   | 5,78  | Un'altra Palagonia è possibile - Salvo Grasso sindaco | 327   | 4,07  | –  |  |  |
| Totale                                       | Totale                      | 8 134 | 100   |                                                       | 8 027 | 100   | 16 |  |  |
|                                              |                             |       |       |                                                       |       |       |    |  |  |
| Fonte: Ministero dell'interno                |                             |       |       |                                                       |       |       |    |  |  |